# 塞伯格-維騰理論
在理論物理學中，塞伯格-威滕理论定義了N=2超對稱規範場論的低能有效作用量（對應於無質量自由度）之精確值，亦即真空模空間的度規。它由内森·塞伯格和爱德华·威滕提出。